# CanAm 1968
Navigation
1967 1969
La Canadian-American Challenge Cup 1968 est la 3e saison du championnat CanAm. Les voitures appartenaient au Groupe 7 de la FIA et chaque épreuve consistait en un sprint de deux heures.

## Résultats
| no | Date          | Course                          | Lieu          | Vainqueur     | Écurie         | Pole position | Record du tour | Résumé |
| -- | ------------- | ------------------------------- | ------------- | ------------- | -------------- | ------------- | -------------- | ------ |
| 1  | 1er septembre | Road America                    | Road America  | Denny Hulme   | McLaren Racing |               |                | Résumé |
| 2  | 15 septembre  | Grand Prix de Bridgehampton     | Bridgehampton | Mark Donohue  | Penske Racing  |               |                | Résumé |
| 3  | 29 septembre  | Klondike Trail 200              | Edmonton      | Denny Hulme   | McLaren Racing |               |                | Résumé |
| 4  | 13 octobre    | Grand Prix de Monterey          | Monterey      | John Cannon   | John Cannon    |               |                | Résumé |
| 5  | 27 octobre    | Grand Prix du Los Angeles Times | Riverside     | Bruce McLaren | McLaren Racing |               |                | Résumé |
| 6  | 10 novembre   | Grand Prix de Stardust          | Spring Valley | Denny Hulme   | McLaren Racing |               |                | Résumé |

### Classement
| Classement | Pilote                | ROA | BRI | EDM | MON | LOA | STA | Points |
| ---------- | --------------------- | --- | --- | --- | --- | --- | --- | ------ |
| Champion   | Denny Hulme           | 9   |     | 9   | 6   | 2   | 9   | 35     |
| 2e         | Bruce McLaren         | 6   |     | 6   | 2   | 9   | 1   | 24     |
| 3e         | Mark Donohue          | 4   | 9   | 4   |     | 6   |     | 23     |
| 4e         | Jim Hall              | 2   | 6   |     |     | 4   |     | 12     |
| 5e         | Lothar Motschenbacher | 1   | 4   |     | 3   | 3   |     | 11     |
| 6e         | John Cannon           |     |     |     | 9   | 1   |     | 10     |
| 7e         | George Follmer        |     |     |     |     |     | 6   | 6      |
| 8e         | Jerry Titus           |     |     |     | 1   |     | 4   | 5      |
| 9e         | Sam Posey             |     |     | 3   |     |     | 2   | 5      |
| 9e         | Chuck Parsons         |     |     | 2   |     |     | 3   | 5      |
| 11e        | George Eaton          |     |     |     | 4   |     |     | 4      |
| 12e        | Peter Revson          | 3   |     |     |     |     |     | 3      |
| 12e        | Swede Savage          |     | 3   |     |     |     |     | 3      |
| 14e        | Dick Brown            |     | 2   |     |     |     |     | 2      |
| 15e        | Dan Gurney            |     | 1   |     |     |     |     | 1      |
| 15e        | Charlie Hayes         |     |     | 1   |     |     |     | 1      |